# مارسيل غرانت
مارسيل غرانت (بالإنجليزية: Marcel Grant)‏ هو منتج أفلام وكاتب سيناريو ومخرج بريطاني، ولد في 19 يوليو 1961 في لندن في المملكة المتحدة.

## وصلات خارجية
- مارسيل غرانت على موقع IMDb (الإنجليزية)
- مارسيل غرانت على موقع ألو سيني (الفرنسية)
- مارسيل غرانت على موقع أول موفي (الإنجليزية)
- مارسيل غرانت على موقع كينوبويسك (الروسية)